# Alex O'Brien
Alex O'Brien (Amarillo, 7 maart 1970)  is een voormalig Amerikaanse tennisspeler die tussen 1992 en 2003 als prof uitkwam op de ATP-tour.
O'Brien was vooral in het dubbelspel succesvol met dertien ATP-toernooizeges. 1999 was een topjaar voor O'Brien met vijf toernooizeges waaronder overwinningen op de US Open en de ATP World Tour Finals.
O'Brien speelde voor zijn profcarrière college-tennis in de Verenigde Staten voor de Stanford-universiteit. 

## Palmares

#### Enkelspel
| Legenda                       | Legenda               |
| ----------------------------- | --------------------- |
| Grand Slam                    |                       |
| Olympische Spelen             |                       |
| tot 2009                      | vanaf 2009            |
| Tennis Masters Cup            | ATP Finals            |
| ATP Masters Series            | ATP Tour Masters 1000 |
| ATP International Series Gold | ATP Tour 500          |
| ATP International Series      | ATP Tour 250          |

| Nr.              | Datum            | Toernooi      | Ondergrond | Tegenstander in finale | Score       | Details |
| ---------------- | ---------------- | ------------- | ---------- | ---------------------- | ----------- | ------- |
| Gewonnen finales |                  |               |            |                        |             |         |
| 1.               | 12 augustus 1996 | ATP New Haven | Hardcourt  | Jan Siemerink          | 7-6(6), 6-4 | Details |

### Dubbelspel
| Nr.                           | Datum             | Toernooi                       | Ondergrond    | Partner          | Tegenstanders in finale          | Score              | Details |
| ----------------------------- | ----------------- | ------------------------------ | ------------- | ---------------- | -------------------------------- | ------------------ | ------- |
| Gewonnen finales heren dubbel |                   |                                |               |                  |                                  |                    |         |
| 1.                            | 15 augustus 1994  | ATP Cincinnati                 | Hardcourt     | Sandon Stolle    | Wayne Ferreira Mark Kratzmann    | 6-7, 6-3, 6-2      | Details |
| 2.                            | 27 oktober 1996   | ATP Stuttgart                  | Hardcourt (i) | Sébastien Lareau | Jacco Eltingh Paul Haarhuis      | 3-6, 6-4, 6-3      | Details |
| 3.                            | 3 maart 1997      | ATP Philadelphia               | Hardcourt (i) | Sébastien Lareau | Ellis Ferreira Patrick Galbraith | 6-3, 6-3           | Details |
| 4.                            | 27 juli 1997      | ATP Los Angeles                | Hardcourt     | Sébastien Lareau | Mahesh Bhupathi Rick Leach       | 7-6(2), 6-4        | Details |
| 5.                            | 12 april 1998     | ATP Hongkong                   | Hardcourt     | Byron Black      | Neville Godwin Tuomas Ketola     | 7-5, 6-1           | Details |
| 6.                            | 1 november 1998   | ATP Stuttgart                  | Hardcourt (i) | Sébastien Lareau | Mahesh Bhupathi Leander Paes     | 6-3, 3-6, 7-5      | Details |
| 7.                            | 10 januari 1999   | ATP Doha                       | Hardcourt     | Jared Palmer     | Piet Norval Kevin Ullyett        | 6-3, 6-4           | Details |
| 8.                            | 13 juni 1999      | ATP Londen                     | Gras          | Sébastien Lareau | Todd Woodbridge Mark Woodforde   | 6-1, 7-6(3)        | Details |
| 9.                            | 11 september 1999 | US Open                        | Hardcourt     | Sébastien Lareau | Mahesh Bhupathi Leander Paes     | 7-6(7), 6-4        | Details |
| 10.                           | 7 november 1999   | ATP Parijs                     | Tapijt (i)    | Sébastien Lareau | Paul Haarhuis Jared Palmer       | 7-6(7), 7-5        | Details |
| 11.                           | 21 november 1999  | ATP World Tour Finals Hartford | Tapijt (i)    | Sébastien Lareau | Mahesh Bhupathi Leander Paes     | 6-3, 6-2, 6-2      | Details |
| 12.                           | 19 maart 2000     | ATP Indian Wells               | Hardcourt     | Jared Palmer     | Paul Haarhuis Sandon Stolle      | 6-4, 7-6(5)        | Details |
| 13.                           | 20 augustus 2000  | ATP Washington                 | Hardcourt     | Jared Palmer     | Andre Agassi Sargis Sargsian     | 7-5, 6-1           | Details |
| Verloren finales heren dubbel |                   |                                |               |                  |                                  |                    |         |
| 1.                            | 9 januari 1994    | ATP Oahu                       | Hardcourt     | Jonathan Stark   | Tom Nijssen Cyril Suk            | 4-6, 4-6           | Details |
| 2.                            | 27 februari 1994  | ATP Scottsdale                 | Hardcourt     | Sandon Stolle    | Jan Apell Ken Flach              | 0-6, 4-6           | Details |
| 3.                            | 12 februari 1995  | ATP San Jose                   | Hardcourt     | Sandon Stolle    | Jim Grabb Patrick McEnroe        | 6-3, 5-7, 0-6      | Details |
| 4.                            | 14 mei 1995       | ATP Pinehurst                  | Gravel        | Sandon Stolle    | Todd Woodbridge Mark Woodforde   | 2-6, 4-6           | Details |
| 5.                            | 9 september 1995  | US Open                        | Hardcourt     | Sandon Stolle    | Mark Woodforde Todd Woodbridge   | 3-6, 3-6           | Details |
| 6.                            | 28 januari 1996   | Australian Open                | Hardcourt     | Sébastien Lareau | Stefan Edberg Petr Korda         | 5-7, 5-7, 6-4, 1-6 | Details |
| 7.                            | 16 juni 1996      | ATP Londen                     | Gras          | Sébastien Lareau | Todd Woodbridge Mark Woodforde   | 3-6, 6-7           | Details |
| 8.                            | 18 november 1996  | ATP World Tour Finals Hartford | Tapijt (i)    | Sébastien Lareau | Todd Woodbridge Mark Woodforde   | 4-6, 7-5, 2-6, 6-7 | Details |
| 9.                            | 25 januari 1997   | Australian Open                | Hardcourt     | Sébastien Lareau | Todd Woodbridge Mark Woodforde   | 6-4, 5-7, 5-7, 3-6 | Details |
| 10.                           | 27 april 1997     | ATP Orlando                    | Gravel        | Jeff Salzenstein | Mark Merklein Vincent Spadea     | 4-6, 6-4, 4-6      | Details |
| 11.                           | 18 mei 1997       | ATP Rome                       | Gravel        | Byron Black      | Mark Knowles Daniel Nestor       | 3-6, 6-4, 5-7      | Details |
| 12.                           | 3 augustus 1997   | ATP Montréal                   | Hardcourt     | Sébastien Lareau | Mahesh Bhupathi Leander Paes     | 6-7, 3-6           | Details |
| 13.                           | 17 augustus 1997  | ATP New Haven                  | Hardcourt     | Sébastien Lareau | Mahesh Bhupathi Leander Paes     | 4-6, 7-6(2), 2-6   | Details |
| 14.                           | 6 oktober 1997    | ATP Peking                     | Hardcourt     | Jim Courier      | Mahesh Bhupathi Leander Paes     | 5-7, 6-7(7)        | Details |
| 15.                           | 29 maart 1998     | ATP Key Biscayne               | Hardcourt     | Jonathan Stark   | Ellis Ferreira Rick Leach        | 2-6, 4-6           | Details |
| 16.                           | 3 mei 1998        | ATP Atlanta                    | Gravel        | Richey Reneberg  | Ellis Ferreira Brent Haygarth    | 3-6, 6-0, 2-6      | Details |
| 17.                           | 23 augustus 1998  | ATP New Haven                  | Hardcourt     | Sébastien Lareau | Wayne Arthurs Peter Tramacchi    | 6-7(3), 6-1, 3-6   | Details |
| 18.                           | 21 februari 1999  | ATP Memphis                    | Hardcourt     | Sébastien Lareau | Todd Woodbridge Mark Woodforde   | 3-6, 4-6           | Details |
| 19.                           | 9 januari 2000    | ATP Doha                       | Hardcourt     | Jared Palmer     | Mark Knowles Maks Mirni          | 3-6, 4-6           | Details |
| 20.                           | 25 februari 2001  | ATP Memphis                    | Hardcourt     | Jonathan Stark   | Bob Bryan Mike Bryan             | 3-6, 6-73          | Details |

## Resultaten grandslamtoernooien
| Legenda | Legenda                          |
| ------- | -------------------------------- |
| g.t.    | geen toernooi gehouden           |
| l.c.    | lagere categorie                 |
| –       | niet deelgenomen                 |
| G       | uitgeschakeld in de groepsfase   |
| 1R      | uitgeschakeld in de eerste ronde |
| 2R      | uitgeschakeld in de tweede ronde |
| 3R      | uitgeschakeld in de derde ronde  |
| 4R      | uitgeschakeld in de vierde ronde |
| KF      | uitgeschakeld in de kwartfinale  |
| HF      | uitgeschakeld in de halve finale |
| F       | de finale verloren               |
| W       | het toernooi gewonnen            |
| w-v     | winst/verlies-balans             |

### Enkelspel
| Toernooi        | 1992 | 1993 | 1994 | 1995 | 1996 | 1997 | 1998 | 1999 | 2000 | 2001 |
| --------------- | ---- | ---- | ---- | ---- | ---- | ---- | ---- | ---- | ---- | ---- |
| Australian Open | –    | 1R   | 1R   | 2R   | –    | 1R   | 2R   | –    | 1R   | 1R   |
| Roland Garros   | –    | 2R   | 2R   | 4R   | –    | –    | 1R   | 1R   | –    | –    |
| Wimbledon       | –    | 1R   | 1R   | 1R   | –    | 3R   | 2R   | –    | 2R   | –    |
| US Open         | 1R   | 1R   | 2R   | 1R   | 3R   | 1R   | 2R   | –    | –    | –    |

### Mannendubbelspel
| Toernooi        | 1992 | 1993 | 1994 | 1995 | 1996 | 1997 | 1998 | 1999 | 2000 | 2001 |
| --------------- | ---- | ---- | ---- | ---- | ---- | ---- | ---- | ---- | ---- | ---- |
| Australian Open | –    | –    | 1R   | 1R   | F    | F    | 3R   | 1R   | HF   | 3R   |
| Roland Garros   | –    | –    | 1R   | 2R   | 3R   | 2R   | 1R   | 1R   | 1R   | 1R   |
| Wimbledon       | –    | –    | 2R   | 3R   | 3R   | 1R   | 2R   | KF   | KF   | 1R   |
| US Open         | 1R   | 1R   | 3R   | F    | KF   | 2R   | 3R   | W    | HF   | 1R   |